# Ministerstwo Spraw Zagranicznych Federacji Rosyjskiej

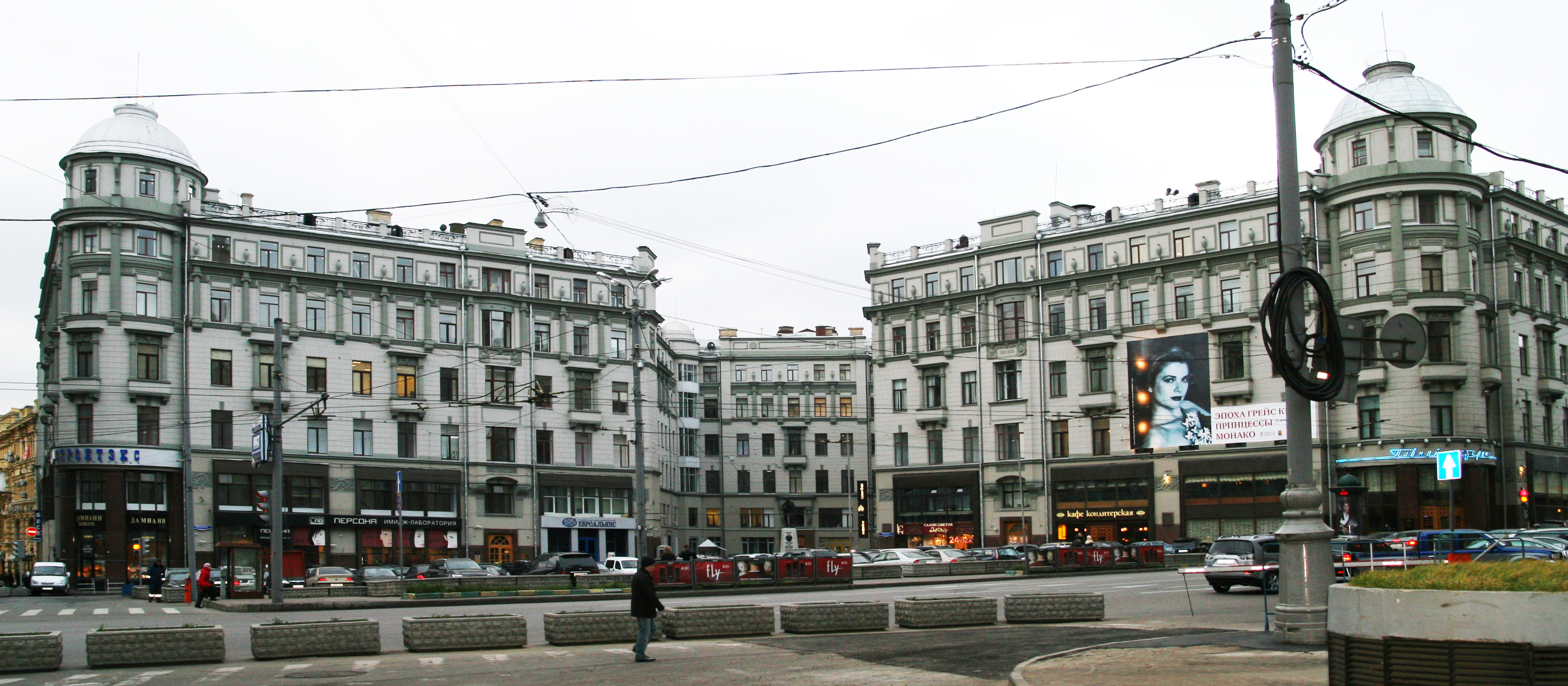
Była siedziba Ludowego Komisariatu, a następnie Ministerstwa Spraw Zagranicznych ZSRR przy pl. Worowskiego 5/21 (1918–1952)

Flaga Ministerstwa Spraw Zagranicznych

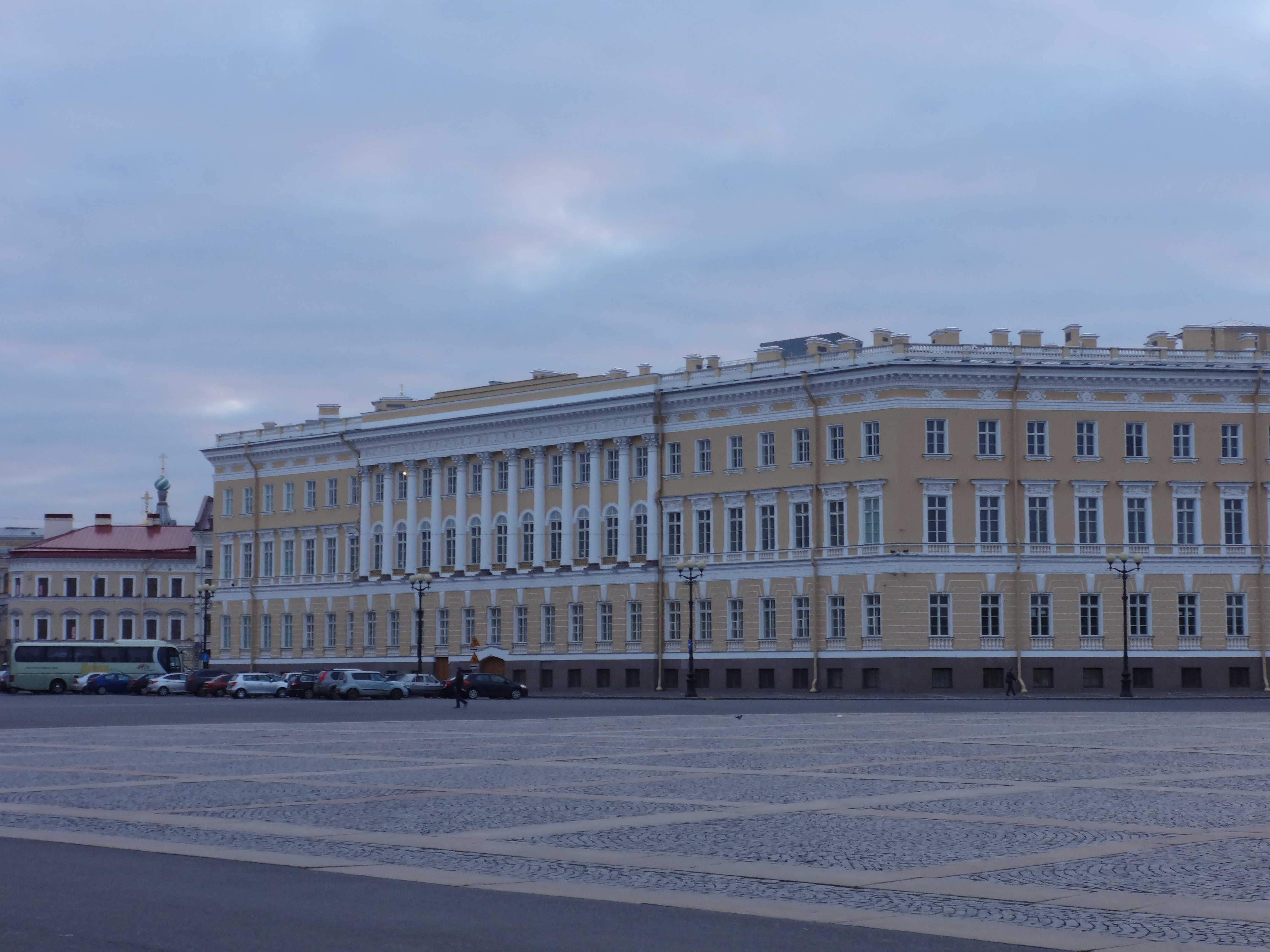
Była siedziba Ministerstwa Spraw Zagranicznych Cesarstwa Rosyjskiego w kompleksie obiektów Sztabu Generalnego przy pl. Pałacowym w Petersburgu (–1918)

Ministerstwo Spraw Zagranicznych Federacji Rosyjskiej, MID Rosji (ros. Министерство иностранных дел Российской Федерации, МИД России) – federalny organ władzy, odpowiedzialny za kształtowanie polityki państwa w stosunkach międzynarodowych, organizacyjnie podległy bezpośrednio prezydentowi Federacji Rosyjskiej.

## Ministrowie spraw zagranicznych Rosji po rozpadzie ZSRR
- 1990–1996 – Andriej Kozyriew
- 1996–1998 – Jewgienij Primakow
- 1998–2004 – Igor Iwanow
- od 2004 – Siergiej Ławrow

## Podział organizacyjny
- Departament Sekretariat Ministra (Департамент Секретариат Министра)
- Departament – Sekretariat Generalny (Генеральный секретариат – Департамент)
- I Departament Krajów Wspólnoty Niepodległych Państw (Первый департамент стран СНГ – 1ДСНГ; ogólne sprawy współpracy)
- II Departament Krajów WNP (Второй департамент стран СНГ – 2ДСНГ; Białoruś, Mołdawia, Ukraina)
- III Departament Krajów WNP (Третий департамент стран СНГ – 3ДСНГ; Kazachstan, Кirgizja, Тadżykistan, Тurkmenistan, Uzbekistan)
- IV Departament Krajów WNP (Четвертый департамент стран СНГ – 4 ДСНГ; Аrmenia, Аzarbejdżan, Gruzja)
- I Departament Europejski (Первый Европейский департамент – 1ЕД; Belgia, Francja, Hiszpania, Нolandia, Luksemburg, Мalta, Мonako, Portugalia, Watykan, Włochy)
- II Departament Europejski (Второй Европейский департамент – 2ЕД; Dania, Estonia, Finlandia, Irlandia, Islandia, Litwa, Łotwa, Norwegia, Szwecja, Wielka Brytania)
- III Departament Europejski (Третий Европейский департамент – 3ЕД; Аlbania, Аustria, Bośnia i Hercegowina, Bułgaria, Chorwacja, Cypr, Czechy, Grecja, Liechtenstein, Маcedonia, Węgry, Polska, RFN, Rumunia, Serbia, Słowacja, Słowenia, Szwajcaria, Тurcja)
- Departament Ameryki Północnej (Департамент Северной Америки – ДСА)
- Departament Ameryki Łacińskiej (Латиноамериканский департамент – ЛАД)
- Departament Bliskiego Wschodu i Afryki Północnej (Департамент Ближнего Востока и Северной Африки – ДБВСА; Аlgieria, Arabia Saudyjska, Autonomia Palestyńska, Bahrajn, Egipt, Irak, Izrael, Jemen, Jordania, Katar, Кuwejt, Liban, Libia, Маroko, Маuretania, Оman, Syria, Sudan, Тunezja, Zjednoczone Emiraty Arabskie)
- Departament Afryki (Департамент Африки – ДАФ)
- Departament Krajów ASEAN i Problemów Ogólnoazjatyckich (Департамент стран АСЕАН и общеазиатских проблем – ДААП; Аustralia, Brunei, Filipiny, Indonezja, Kambodża, Laos, Malezja, Mjanma, Nowa Zelandia, Оceania, Singapur, Тajlandia, Wietnam)
- I Departament Azji (Первый департамент Азии – 1ДА; Chiny, Japonia, Korea, KRL-D, Мongolia)
- II Departament Azji (Второй департамент Азии – 2ДА; Аfganistan, Bangladesz, Indie, Iran, Malediwy, Nepal, Pakistan, Sri Lanka)
- Departament Łączności z Podmiotami Federacji, Parlamentem i Organizacjami Ogólno-politycznymi (Департамент по связям с субъектами Федерации, парламентом и общественно-политическими организациями – ДСПО)
- Departament Współpracy Ogólnoeuropejskiej (Департамент Общеевропейского сотрудничества – ДОС)
- Departament Organizacji Międzynarodowych (Департамент международных организаций – ДМО)
- Departament Planowania Polityki Zagranicznej (Департамент внешнеполитического планирования – ДВП)
- Departament Spraw Bezpieczeństwa i Rozbrojenia (Департамент по вопросам безопасности и разоружения – ДВБР)
- Departament Spraw Nowych Wyzwań i Zagrożeń (Департамент по вопросам новых вызовов и угроз – ДНВ)
- Departament Współpracy Humanitarnej i Praw Człowieka (Департамент по гуманитарному сотрудничеству и правам человека – ДГПЧ)
- Departament Informacji i Prasy (Департамент информации и печати – ДИП)
- Departament Współpracy Ekonomicznej (Департамент экономического сотрудничества – ДЭС)
- Departament Prawny (Правовой департамент – ДП)
- Departament Kadr (Департамент кадров – Кадры)
- Departament Konsularny (Консульский департамент – КД)
- Departament Protokołu Państwowego (Департамент государственного протокола – ДГП)
- Departament Bezpieczeństwa (Департамент безопасности – ДБ)
- Departament Historyczno-Dokumentalny (Историко-документальный департамент – ИДД)
  - Centrum Historii Rosyjskiej Służby Dyplomatycznej (Центр истории российской дипломатической службы)
- Departament Pracy z Rodakami za Granicą (Департамент по работе с соотечественниками за рубежом – ДРС)
- Departament Administracji (Управление делами – Департамент – УД)
- Departament Walutowo-Finansowy (Валютно-финансовый департамент – ВФД)
- Departament Remontów i Własności za Granicą (Департамент капитального строительства и собственности за рубежом – ДКСиСЗ)

## Jednostki podległe
- Federalna Agencja ds. Wspólnoty Niepodległych Państw, Rodaków Mieszkających za Granicą i Międzynarodowej Współpracy Humanitarnej (Федеральное агентство по делам Содружества Независимых Государств, соотечественников, проживающих за рубежом, и по международному гуманитарному сотрудничеству, Rossotrudniczestwo)
- Rosyjskie Centrum Międzynarodowej Współpracy Naukowej i Kulturalnej (Российский центр международного научного и культурного сотрудничества)
- Akademia Dyplomatyczna (Дипломатическая академия)
- Moskiewski Państwowy Instytut Stosunków Międzynarodowych MGIMO (Московский государственный институт международных отношений), uniwersytet

## Siedziba
Do rewolucji październikowej Ministerstwo Spraw Zagranicznych Cesarstwa Rosyjskiego miało swoją siedzibę we wschodnim skrzydle (wyb. w latach 1819–1829) Budynku Sztabu Generalnego na pl. Pałacowym 6-8 (Дворцовая пл., 6-8) w Petersburgu, z wejściem też od Nab. Mojki 39-41 (Мойки наб., 39-41); obecnie część kompleksu wystawowego Ermitażu. Po rewolucji, po przeniesieniu władz do Moskwy, Komisariat Spraw Zagranicznych mieścił się w budynku dochodowym Pierwszego Rosyjskiego Towarzystwa Ubezpieczeń (Доходный дом Первого Российского страхового общества) z 1906 przy pl. Worowskiego 5/21 (1918–1952). Obecny budynek MSZ wybudowano w latach 1948–1953 według projektu architektów – prof. W. Gelfreicha i M. Minkusa. Główny korpus liczy 27 pięter, wysokość – 172 m. Przez wiele lat mieściło się w nim również Ministerstwo Handlu Zagranicznego ZSRR.